# México Bárbaro – Grausame Legenden
México Bárbaro – Grausame Legenden ist ein mexikanischer Episoden-Horrorfilm nach dem Konzept von Lex Ortega aus dem Jahr 2014. Die nicht miteinander verbundenen Episoden  stammen von Regisseuren des mexikanischen Independent-Films.

## Die einzelnen Episoden
Der Film hat keine Rahmenhandlung. Die Filme sind nur getrennt durch ein animiertes Titelbild mit Filmtitel und Name des Regisseurs.

### Tzompantli

#### Handlung
Die Eröffnungsgeschichte handelt von einem Journalisten, der einen Informanten in einem Café trifft. Dieser erzählt von einer grausamen Hinrichtung durch ein mexikanisches Drogenkartell. Nachdem er seine Geschichte beendet hat, führt er den Journalisten zu einer Garage, wo sich die aufgespießten Köpfe der Opfer befinden.

#### Hintergrund
Regie führte Laurette Flores Bornn. Der Titel Tzompantli bezeichnet einen mexikanischen Kultgegenstand: ein Gestell aus Holz, auf dem Schädel aufgereiht sind.

### Jaral de Berrios

#### Handlung
Zwei Verbrecher, die gut Beute gemacht haben, müssen auf ihrer Flucht in Jaral de Berrios Halt machen, da einer der beiden verletzt ist. Doch die Herberge ist verflucht. Der Geist einer Frau wohnt in dem Gebäude. Während sein verletzter Kumpel scheinbar stirbt, treibt der Geist ihn in den Wahnsinn. Am nächsten Morgen sind beide tot.

#### Hintergrund
Edgar Nitos Beitrag spielt auf das real existierende Landgut Jaral de Berrios in Guanajuato an. In den 1770ern von einem Adligen namens Berrios erbaut heißt es auf Deutsch übersetzt „Die Steppe des Berrios“  Das Gut liegt seit der mexikanischen Revolution brach und wurde über die Jahre ein Ort voller Mythen und Horrorgeschichten. Das abbröckelnde Gemälde einer Frau dient als Vorlage für den Geist.

### Drena (Abflüsse)

#### Handlung
Eine junge Frau findet einen Joint bei einem Toten und raucht diesen zu Hause. Ihr erscheint ein grotesker Dämon, der sie dazu zwingt, das Menstruationsblut ihrer Schwester zu sammeln. Als diese wach wird, findet sie ihre Schwester verwandelt vor.

#### Hintergrund
Im Gegensatz zu den übrigen Regisseuren des Episodenfilms war der Filmemacher und Autor Aaron Soto weniger mit dem Horrorgenre vertraut, sondern mehr im Cyberpunk unterwegs. Nach dem Film wurde er allerdings leitender Redakteur des Genre-Magazins „Rue Morgue“.

### La cosa más preciada (Das Kostbarste)

#### Handlung
Ein junges Liebespaar will ihr erstes Mal in einer abgelegenen Blockhütte erleben. Die Warnungen eines etwas irre wirkenden Hausmeisters schlagen sie in den Wind. So lassen sie ihre Schuhe außerhalb der Hütte stehen, was einen Aluxe, ein koboldartiges Geschöpf, anlockt. Dieser bringt den Mann dazu, die Hütte zu verlassen und entführt anschließend die Frau. Der Aluxe vergewaltigt die junge Frau und nimmt ihr so das Kostbarste, ihre Jungfräulichkeit. Der Mann kommt zu spät und wird anschließend in ein Gefängnis gesteckt, während die Frau in einer Irrenanstalt auf die Geburt ihres aus diesem Martyrium entstandenen Kindes wartet.

#### Hintergrund
Der Beitrag stammt von Isaac Eban. Er enthält durch Kameraführung und Setting einige Anspielungen auf den Film Tanz der Teufel von Sam Raimi sowie Body Horror aus dem Frühwerk von David Cronenberg. Die Aluxe oder Alushe stammen aus der Mythologie der Mayas, sind aber dort eigentlich friedfertige Wesen zwischen Troll und Kobold und sind eigentlich kleine Helfer. Ihnen wurden kleine Häuser gebaut, dafür sollte das Feld sieben Jahre Früchte tragen. Eine destruktive Komponente haben die Kobolde jedoch dann, wenn man sie respektlos behandelt.

### Lo que importa es lo de adentro (Was zählt ist, was drin ist)

#### Handlung
Ein geistig behindertes Mädchen schaut aus dem Fenster ihrer Hochhauswohnung auf einen Obdachlosen namens Pepe. Sie bezeichnet diesen laut und immer panischer werdend als „Coco“, der Kinder frisst. Ihre Mutter und ihr kleiner Bruder Marco sind genervt, gilt Pepe doch als harmlos und übernimmt immer gerne Dienste in der Siedlung. Eines Tages spielt Marco draußen und wird von Pepe aufgegriffen. Dieser verspottet das Mädchen am Fenster. Anschließend weidet er den Jungen aus und vergeht sich an ihm. Teile von Marco isst er, den Rest bringt er zu einem Organhändler.

#### Hintergrund
Lex Ortegas Beitrag zu der von ihm initiierten Episodenfilm variiert das Motiv des schwarzen Mannes mit der aus dem Día de Muertos bekannten Gestaltwandlers „Coco“, einem Kinderräuber.

### Muñecas (Puppen)

#### Handlung
Eine Frau wird auf einer Insel von einem Mann gejagt. Nachdem es zunächst so aussieht, als ob sie ihn überwältigen konnte, wird sie doch wieder eingefangen. Er schleppt sie zu seiner Hütte, wo seine zahlreichen anderen Opfer sind sowie zahlreiche Puppen. Anschließend kocht er Teile der Frau. Kurz darauf werden neue Touristen auf der den Touristen als Isla de las Muñecas („Insel der Puppen“) bekannten Insel begrüßt.

#### Hintergrund
Regie führte Jorge Michael Grau. Auch diese Episode basiert auf einem realen Vorbild. Die Isla de las Muñecas befindet sich in Mexiko-Stadt und gilt seit Mitte der 1990er Jahre als Touristenattraktion ob seiner bizarren Puppen.

### Siete veces Siete (Sieben mal sieben)

#### Handlung
Ein Mann mit verbrannten Gesicht gräbt einen anderen Mann bis zum Kopf ein und foltert ihn. In Rückblenden findet man heraus, dass dieser Mann Schuld an seinen Verbrennungen hat. Gleichzeitig hat der Mann mit dem vernarbten Gesicht Visionen von Dämonen. Schließlich findet man heraus, dass der Mann, den er quält, sein Bruder ist und beide Teil einer Verbrecherbande.

#### Hintergrund
Regie führte Ulises Guzman. Der Film basiert auf der Mythenwelt des mexikanischen Wilden Westens und spielt unter anderem auf die Filme Töte, Django von Giulio Questi sowie El Topo von Alejandro Jodorowsky an. Von diesem adaptierte Guzman auch die im Film vorkommende Spinnenfrau aus dessen Werk Fando y Lis (1968). Der Film wurde im Kratergebiet des Nevado de Toluca gedreht.

### Día de los muertos (Der Tag der Toten)

#### Handlung
In einem Striptease-Lokal gibt die Hausherrin ihren Damen noch einmal letzte Instruktionen für ihre Sondervorführung am Tag der Toten. Die Stripperinnen haben alle Narben überschminkt, die ihnen von Männern beigebracht wurden. Als die Bar gut gefüllt ist, rächen sie sich am Publikum auf grauenhafte Art.

#### Hintergrund
Gigi Saul Guerrero wurde als einziger Beitrag nicht exklusiv für México Bárbaro gedreht, sondern existierte bereits vorher. Der Film hatte seine Premiere auf diversen internationalen Filmfestivals gezeigt.

## Hintergrund
Lex Ortega initiierte den Film als Pilotprojekt, um den mexikanischen Horrorfilm voranzubringen. Er hatte sich bereits vorher mit anderen Episodenfilmen beschäftigt, so drehte er seinen Kurzfilm T Is for Tamales als Teil von ABCs of Death (2012). der Film wurde jedoch nicht aufgenommen. Er traf sich mit ihm bekannten Regisseure und schilderte seinen Plan von einer Gemeinschaft an Filmemachern, die sich gegenseitig unterstützen. Insgesamt konnte er sieben weitere Regisseure um sich versammeln. So entstanden acht Beiträge, denen alle gemein ist, dass sie auf mexikanischer Mythologie basieren. Den Namen entlehnte er dem spanischen Originaltitel des Buchs Barbarous Mexico von John Kenneth Turner aus dem Jahr 1910, das von einem gewalttätigen Mexiko vor der sozialistischen Revolution berichtete.
Der Film erlebte seine Premiere am 8. Oktober 2014 auf dem Sitges-Festival und wurde auf weiteren Festivals gezeigt. Eine deutsche Version wurde 2014 unter dem Titel México Bárbaro – Grausame Legenden über das Label Donau Film veröffentlicht. Im Gegensatz zur Originalfassung fehlen allerdings etwa vier Minuten. Vom Label Rawside Entertainment wurde am 25. Februar 2019 eine ungeschnittene Fassung als Mediabook veröffentlicht. Das 24-seitige Begleitheft wurde von Christoph N. Kellerbach (unter anderem Rheinische Post) verfasst.

## Rezeption
Jacko Kunze von Moviebreak schrieb: „Positives wie Negatives geben sich Anthologie-typisch bei ‚Mexico Barbaro‘ die Klinke in die Hand und gleichen sich eine ganze Weile einfach nur aus – bis zum Schlussdrittel. Da sammelt dieses in seinem Rahmen durchgehend wenigstens respektabel umgesetzte Werk ordentlich Pluspunkte. Verglichen mit anderen Kompromiss-Sammelsurien kurzer Horrorhäppchen ist dieses hier nicht nur durchdacht in seiner Qualitätssteigerung, es ist insgesamt erstaunlich gut produziert. Allein die zweite Hälfte rechtfertigt das Ansehen ohne jeden Zweifel. Manches davon besitzt sogar Langfilmpotenzial.“
Sascha Ganser von Die Actionfreunde kommt ebenfalls zu einem positiven Ergebnis: „Ein schönes Paket, das sich für Freunde von Horror-Anthologien definitiv lohnen sollte. Die Vorfreude auf den zweiten Teil ist bereits entfacht.“
Dagegen wurde der Film auf Leinwandreporter regelrecht verrissen: „Wenn ‚Mexico Barbaro‘ wirklich ein Pionier-Projekt und die Beteiligten die besten Genre-Filmer des Landes sind, wirft das ein ziemlich negatives Licht auf die dortige Branche. Abseits von wenigen (eher dezenten) Ausreißern nach oben zeigt sich hier eine Horrorsammlung, die als Gemeinschaftsprojekt des neuen Jahrgangs an der Filmschule passabel gewesen wäre. So bleibt eine selten unterhaltsame oder spannende – dafür aber extrem gewalttätige – Fingerübung, die manchmal prätentiös, manchmal einfach nur lächerlich wirkt und dem Publikum größtenteils frustrierende 111 Minuten beschert.“

## Fortsetzung
Der Film wurde 2017 mit Mexico Barbaro II – In Blut geschrieben fortgesetzt, der neun weitere Filme mexikanischer Regisseure präsentierte.